# Telmatherina obscura
Telmatherina obscura é uma espécie de peixe da família Telmatherinidae.
É endémica da Indonésia.